# Estació d'Argelers
L'Estació d'Argelers (en francès Gare d'Argelès-sur-Mer) és una estació ferroviària situada a prop del centre de la vila d'Argelers, a la comarca del Rosselló (Catalunya del Nord) i al departament francès dels Pirineus Orientals, a la regió d'Occitània.
Es troba a la línia de Narbona a Portbou i s'hi aturen trens regionals de TER d'Occitània i trens de nit de llarga distància.
Es una estació de la Societat Nacional dels Ferrocarrils Francesos (SNCF) i fou posada en servei el 1866, per la Companyia de ferrocarril de Midi. Establerta a 13 metres d'altitud, l'estació està situada al punt quilomètric (PK) 489.464 de la línia de Narbona a Portbou, entre les estacions d'Elna i de Cotlliure. En direcció a Elna s'intercala el pont ferroviari sobre el Tec.
Té un edifici de passatgers, obert cada dia, on hi han les finestretes per la compra de bitlles a més està equipat amb màquines automàtiques.

## Història
L'estació d'Argelès es va posar en servei el 21 de març de 1866 per la companyia de ferrocarril de Midi, quan va posar en marxa el tram entre Perpinyà i Cotlliure. La construcció de la línia i l'estació van ser finançada i realitzada per l'Estat francès, degut a la importància més estratègica que econòmica d'aquesta extensió.
L'estació fou electrificada i senyalitzada (de tipus SAB) en 1982.
El 2014, segons les estimacions de la SNCF, la freqüència anual de l'estació era de 118.331 passatgers. El 2018 aquesta xifra va baixar fins a 103.492 viatgers.

## Serveis ferroviaris
| Procedència/Destinació        | <         | Línia           | >    | Procedència/Destinació        |
| ----------------------------- | --------- | --------------- | ---- | ----------------------------- |
| TER d'Occitània               |           |                 |      |                               |
| Cervera de la Marenda Portbou | Cotlliure |                 | Elna | Perpinyà Narbona Nimes Avinyó |
| Cervera de la Marenda Portbou | Cotlliure | Tolosa-Matabiau | Elna |                               |
| Tren de nit                   |           |                 |      |                               |
| Cervera de la Marenda Portbou | Cotlliure | Intercité       | Elna | París-Austerlitz              |

## Galeria d'imatges

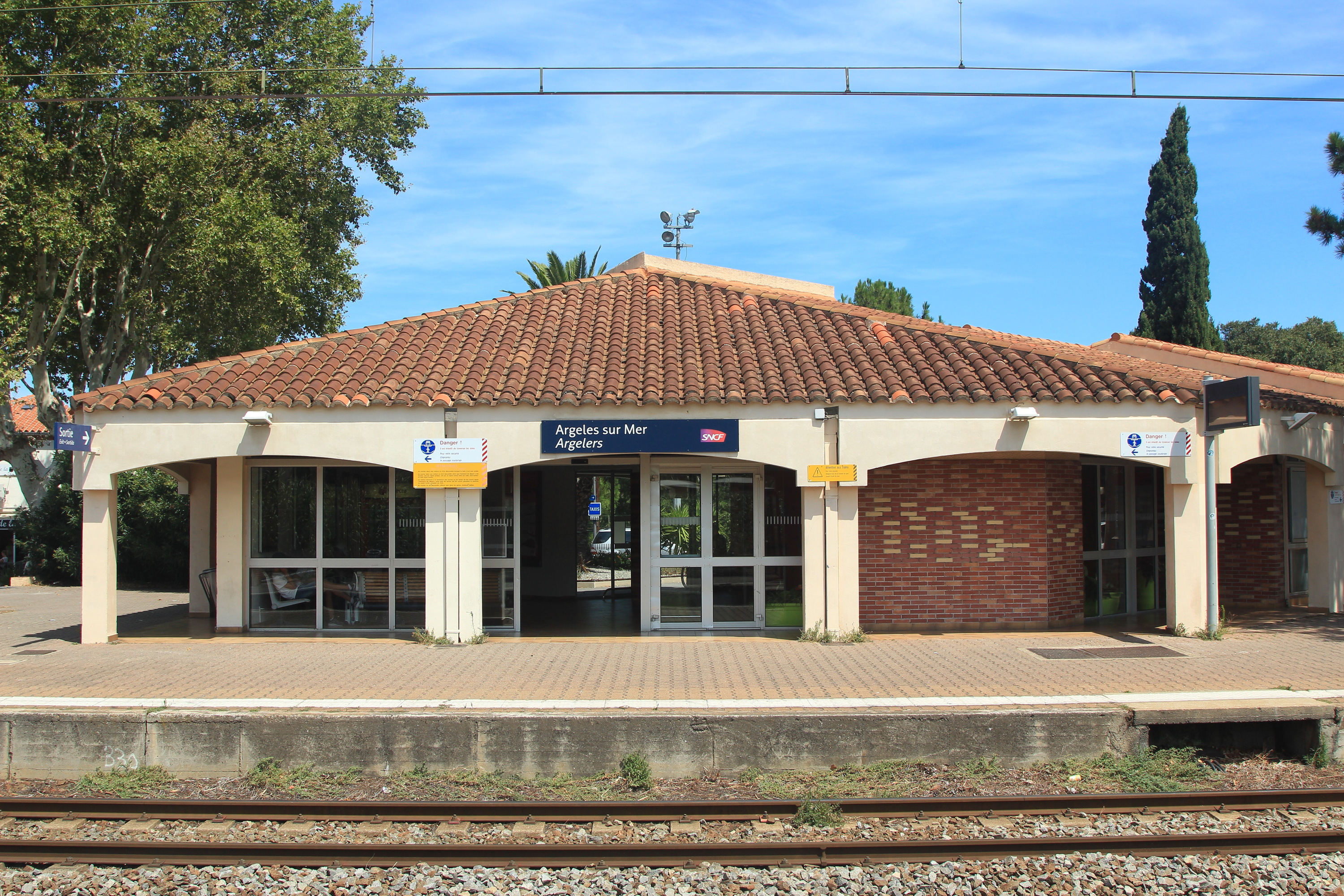
Edifici de l'estació front les vies
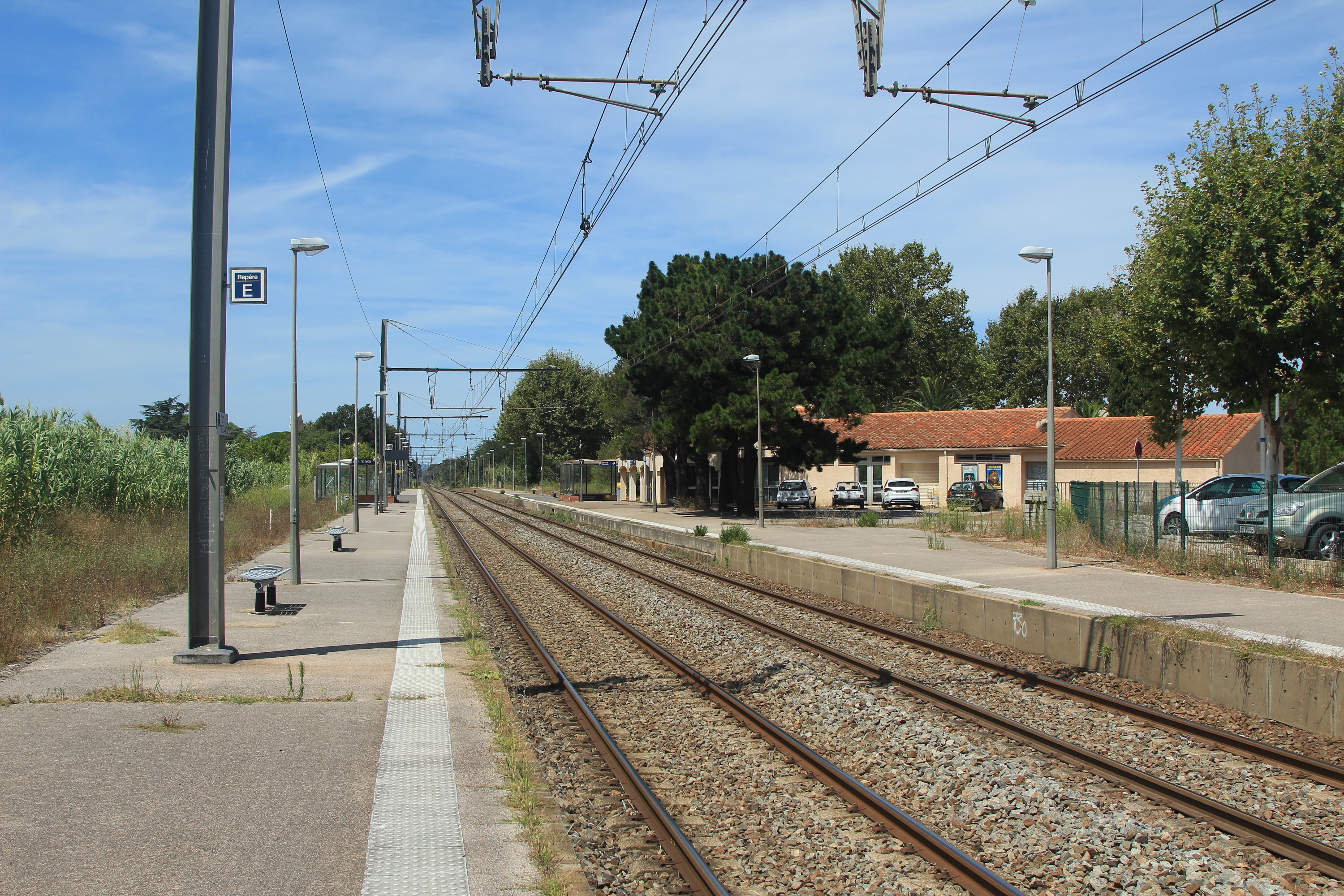
Disposició de la doble via amb les andanes laterals
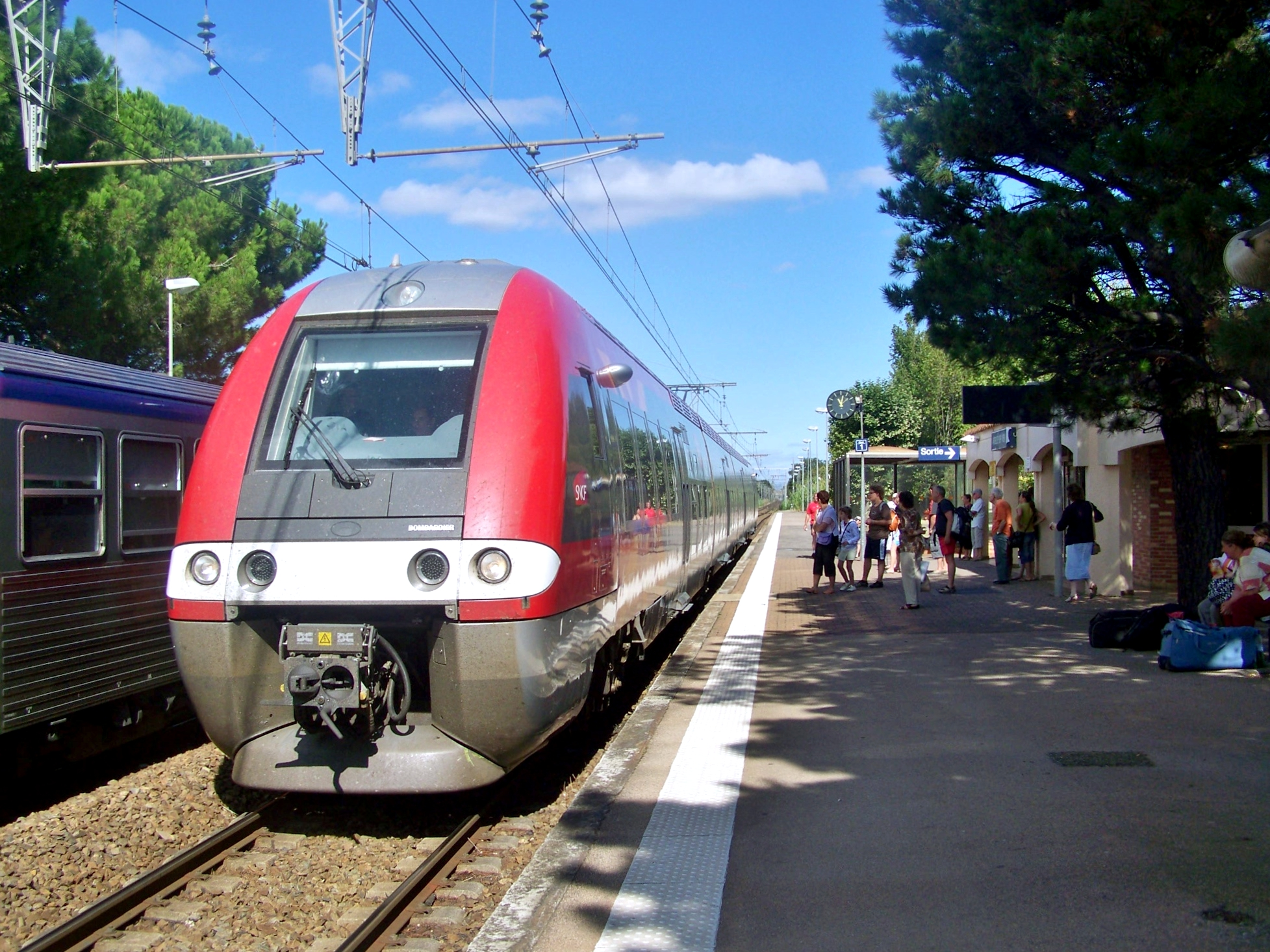
Unitat 81500 en servei regional entre Perpinyà i Cervera